# Belvedere Castle
Il Belvedere Castle è un capriccio architettonico situato a Central Park, a New York (Stati Uniti d'America). Esso è composto da scisto e granito e si ispira all'architettura gotica e romanica di stampo europeo. La struttura è dotata di una torre ad angolo con un tetto conico e un belvedere posto sopra i parapetti. Il castello ospita alcune sale espositive, mentre in passato fungeva da stazione meteorologica.

## Storia
Il Belvedere Castle fu progettato dagli architetti Calvert Vaux e Frederick Law Olmsted fra il 1867 e il 1869 in occasione del "piano Greenswald" voluto da Vaux e Frederick Law Olmsted per rinnovare Central Park, a New York. Si decise di costruire il castello sopra una roccia, con vista sul serbatoio di Croton, in un'area già occupata da una torre antincendio di proprietà dell'acquedotto di Croton che venne demolita durante i lavori.
I piani originali per il castello prevedevano la costruzione di due torri: una più grande sul prospetto orientale e una più piccola sul lato opposto. Tuttavia, la Tammany Hall, che si era intanto appropriata della costruzione, modificò il progetto iniziale per ridurne i costi. Fu eretto un padiglione di legno dipinto non previsto nel progetto iniziale e la torre orientale fu terminata nel 1871. La torre occidentale non fu invece mai costruita. Dal 1919, il Belvedere Castle ospita anche la stazione meteorologica ufficiale di Central Park.
Durante gli anni sessanta, quando l'Osservatorio meteorologico di New York automatizzò le sue attrezzature, queste furono trasferite presso il Rockefeller Center. Pertanto, il capriccio fu abbandonato a sé stesso e segnato da degrado e atti di vandalismo. La Central Park Conservancy lanciò un'iniziativa per restaurare l'edificio e la struttura fu riaperta al pubblico il primo maggio del 1983. La torretta originale fu sostituita, i padiglioni ricostruiti e il castello adibito ad attrazione turistica. Nel 1995, basandosi sui progetti di Vaux, la Conservancy's Historic Preservation Crew fece ricostruire la loggia in legno dipinta del castello che si trovava sui moli di granito e sulle pareti originarie. Lo stesso anno, fu distribuito un sussidio di 340.000 dollari per aprire, all'interno del castello del Belvedere, l'Henry Luce Nature Center, inaugurato l'anno seguente.
Nel 2018 la Central Park Conservancy iniziò una seconda ristrutturazione del castello, terminata il 28 giugno 2019.